# Minquan
Der Kreis Minquan (chinesisch 民权县, Pinyin Mínquán Xiàn) ist ein Kreis der bezirksfreien Stadt Shangqiu in der chinesischen Provinz Henan. Er hat eine Fläche von 1.222 km² und zählt 704.700 Einwohner (Stand: Ende 2018). Sein Hauptort ist die Großgemeinde Chengguan (城关镇).

## Administrative Gliederung
Auf Gemeindeebene setzt sich der Kreis aus sechs Großgemeinden und zwölf Gemeinden (davon zwei der Hui-Chinesen) zusammen. 